# Bayraktar Akıncı
}}
Bayraktar Akıncı (phát âm tiếng Thổ Nhĩ Kỳ: [Bayraktar Akıncı]) là một phương tiện bay chiến đấu không người lái tầm xa -cao hiện đang được phát triển bởi nhà sản xuất drone Thổ Nhĩ Kỳ là Baykar Makina. Những hình ảnh đầu tiên của phương tiện này được truyền thông đưa tin vào tháng 6 năm 2018. Truyền thông ban đầu miêu tả Akinci là một chiến đấu cơ không người lái có trọng lượng 4.500 kg, với sức chứa lên đến 1.500 kg, đi kèm với một bộ khung được trang bị hai động cơ tuabin phản lực.

## Phát triển

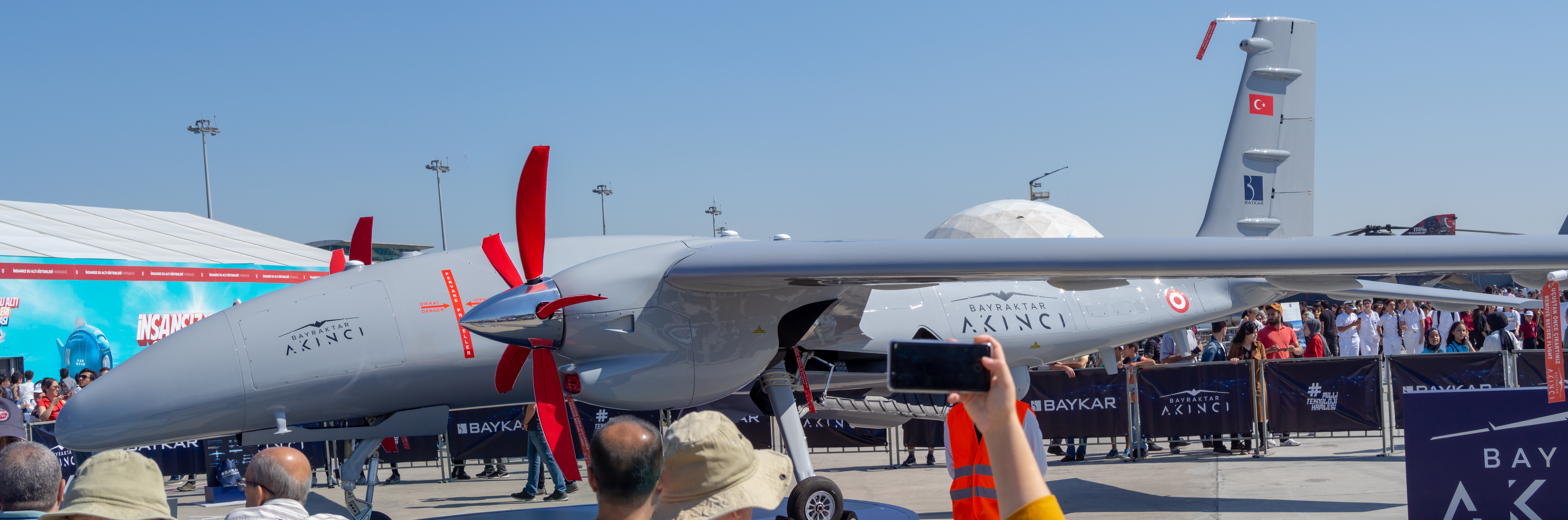
Bayraktar Akıncı.

Với giai đoạn thiết kế sơ bộ hoàn thành vào tháng 6 năm 2019, Akinci đã bắt đầu vận hành trên mặt đất vào tháng 7 năm 2019 với một động cơ tua bin phản lực Ukraina tên là Ivchenko-Progress AI-450C. Cuộc thử nghiệm động cơ lần đầu được hoàn thành vào 1 tháng 9 năm 2019. Sau sự hoàn thành của các cuộc thử nghiệm kĩ thuật khác, máy bay được di chuyển tới Sở chỉ huy sân bay Corlu của Quân đội Thổ Nhĩ Kỳ. UAV được chạy thử lần đầu với việc lăn bánh tự động, cất cánh, 16 phút bay và tiếp đất thành công vào ngày 6 tháng 12 năm 2019.

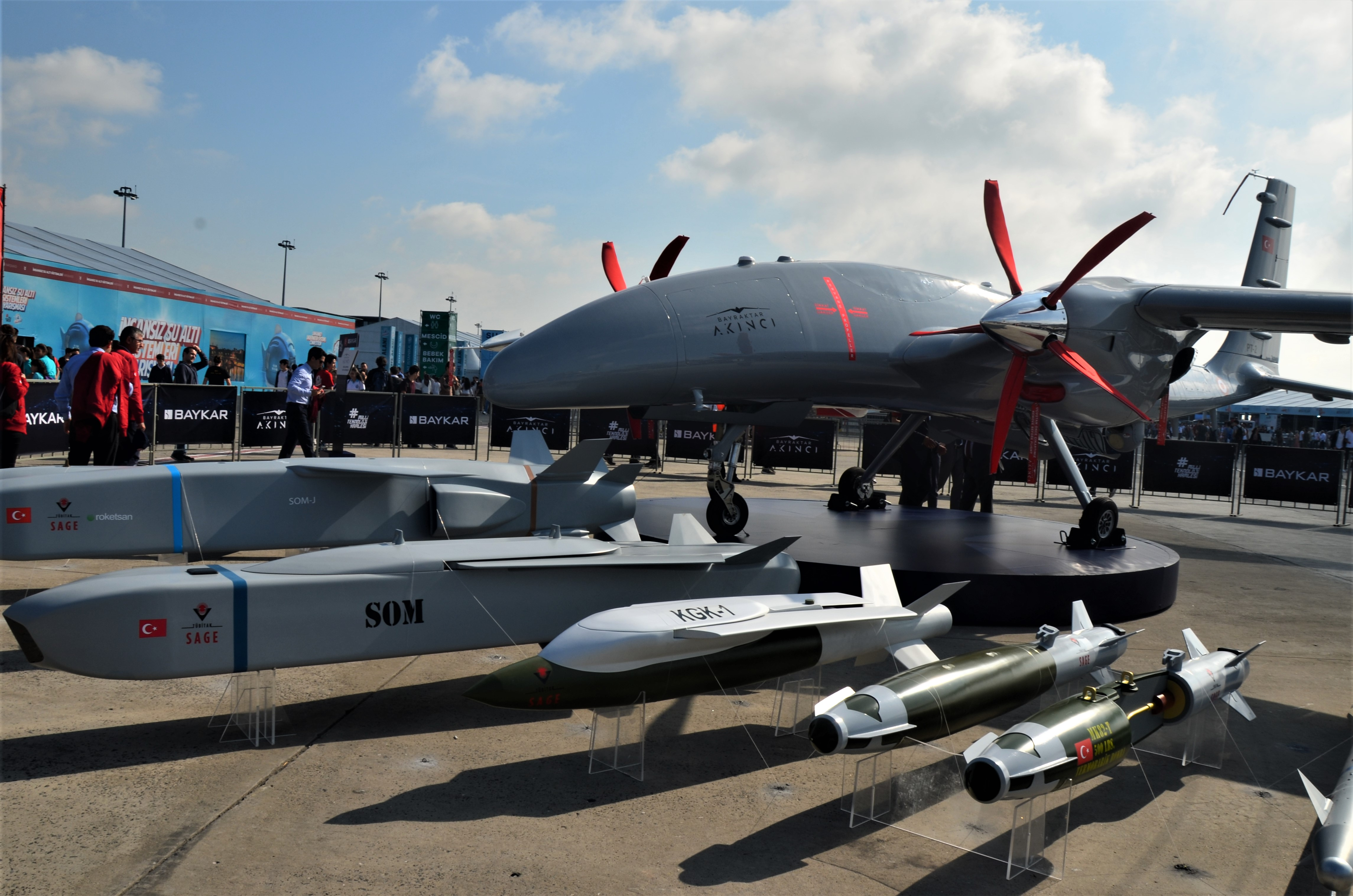
UAV Akıncı của công ty Bayraktar tại Teknofest 2019.

Akinci có khối lượng 400 kg và có khả năng chở thêm 950 kg. Được trang bị hai động cơ tua bin phản lực 450 hp (340 kW) và 750 hp (560 kW). Chiều rộng cánh 20 m bảo đảm cân nặng tối đa khi cất cánh là 5,500 kg. Akinci  sẽ là UAV thương mại có thể có khả năng phóng được tên lửa ALCM

## Thông số kĩ thuật
Dữ liệu lấy từ Baykar Makina
Đặc tính tổng quan
- Sức chứa: 2.976 lb (1.350 kg)
  - Internal: 881 lb (400 kg)
  - External: 2.094 lb (950 kg)
- Chiều dài: 12,5 m (41 ft 0 in)
- Sải cánh: 20 m (65 ft 7 in)
- Chiều cao: 4,1 m (13 ft 5 in)
- Trọng lượng cất cánh tối đa: 5.500 kg (12.125 lb)
- Động cơ: 2 × Ivchenko-Progress Motor Sich AI-450T turboprop engines, 560 kW (750 hp) mỗi chiếc
- Cánh quạt: 5-lá composite constant-speed propeller

Hiệu suất bay
- Thời gian bay: 24 hours
- Trần bay: 12,192 m (40 ft)

Vũ khí trang bị

- Giá treo: 6 kết hợp mang được:
  - Tên lửa: 

    - CIRIT
    - L-UMTAS ASM
    - Gökdoğan AAM
    - Bozdoğan AAM
    - SOM ALCM
- Bom: 

  -     - MAM-L
    - MAM-C
    - Mk-81
    - Mk-82
    - Mk-83
    - JDAM
    - HGK
    - LGK

Hệ thống điện tử

- Radar National AESA
- Aselsan Common Aperture Targeting System
- Electronic Warfare Pod